# Große Synagoge (Lyon)

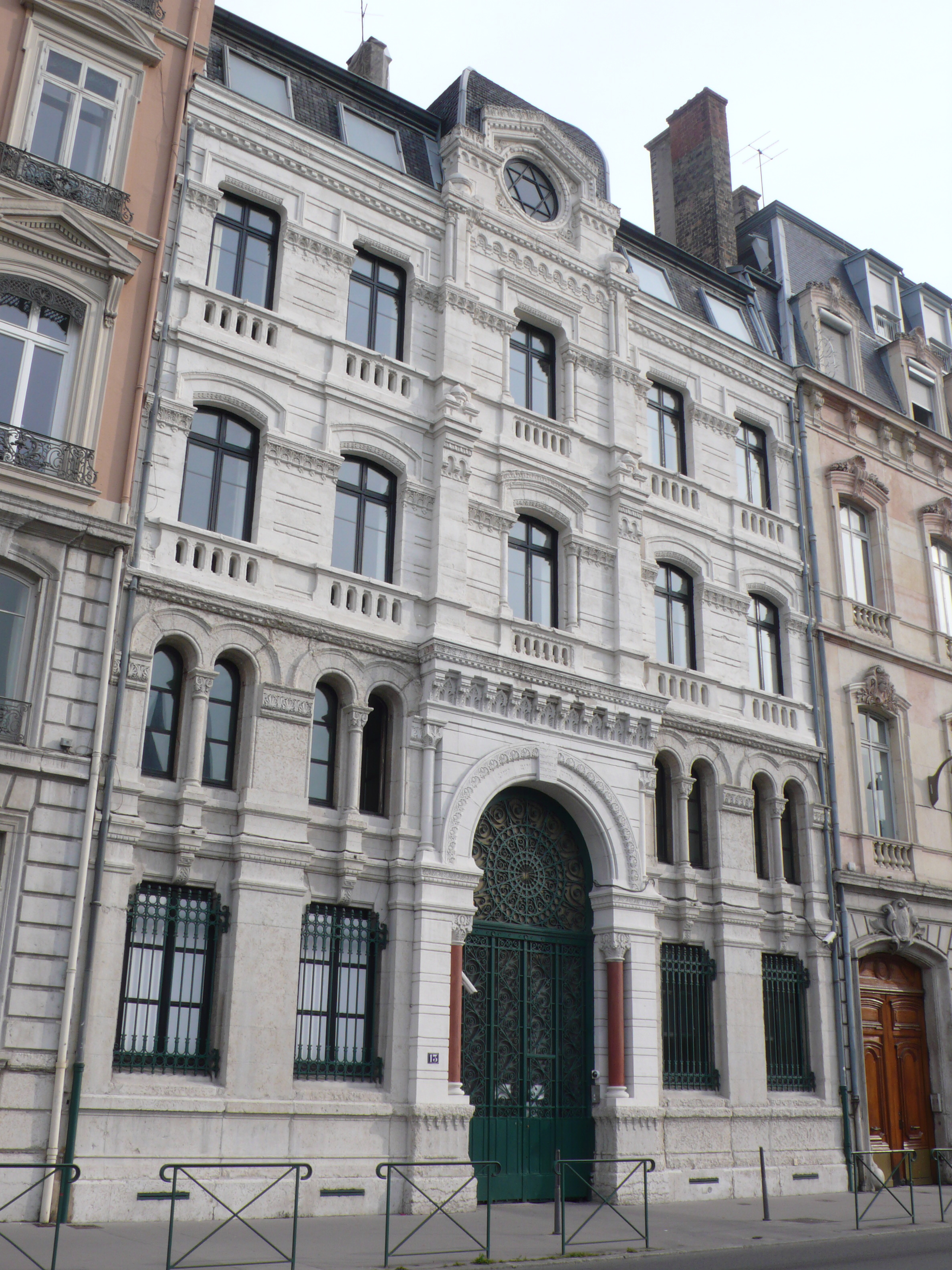
Große Synagoge in Lyon

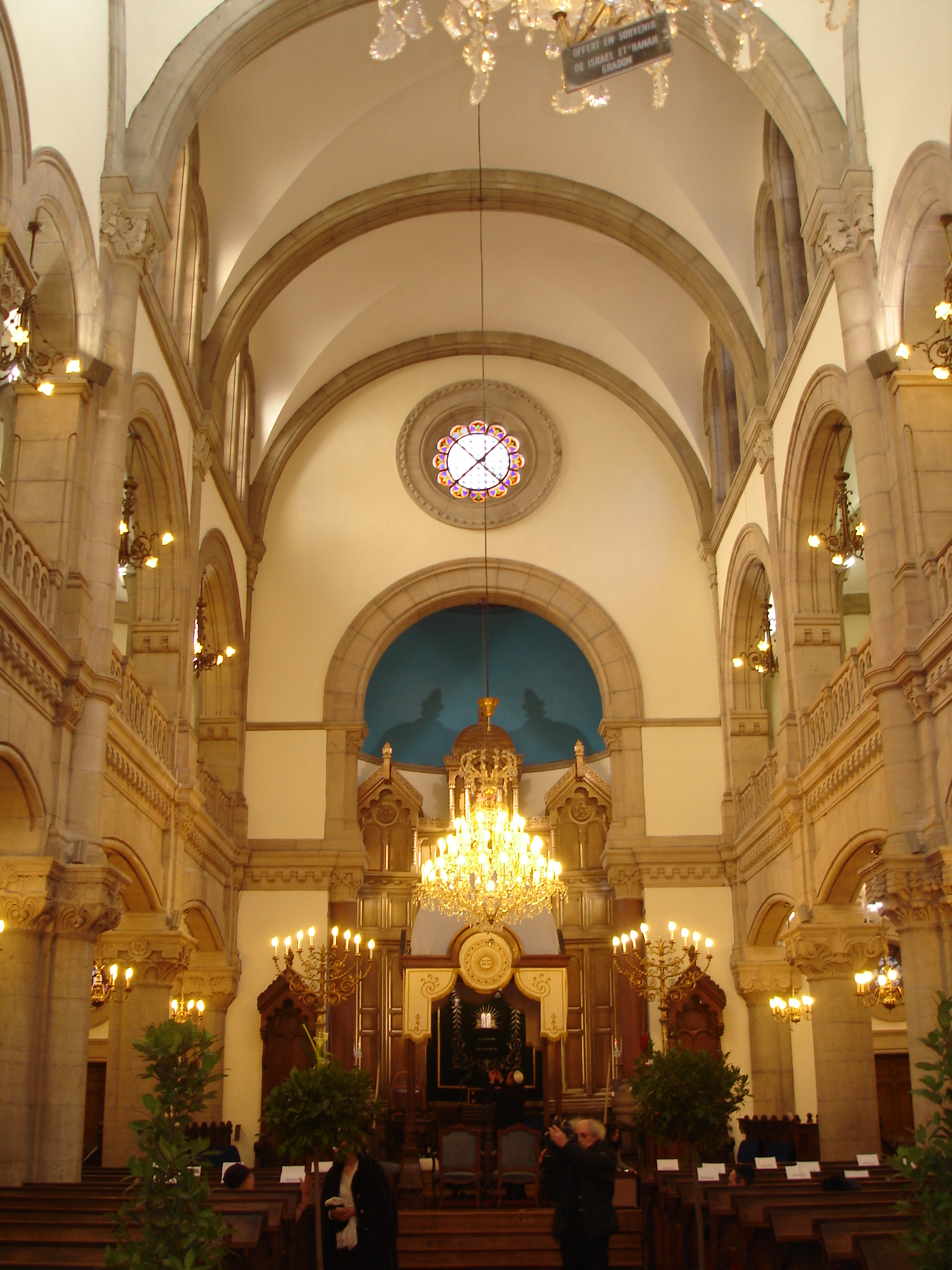
Innenansicht

Die Große Synagoge in Lyon, der Hauptstadt der französischen Region Auvergne-Rhône-Alpes, wurde 1863/64 errichtet. Die Synagoge am Quai Tilsit Nr. 13 ist seit 1984 ein geschütztes Baudenkmal (Monument historique).
Die Synagoge wurde nach Plänen des Stadtbaumeisters Abraham Hirsch im Stil des Neobyzantinismus erbaut.
Das Consistoire Lyon und der Großrabbiner, der für die Region zuständig ist, haben dort ihren Sitz.